# Fisiograma

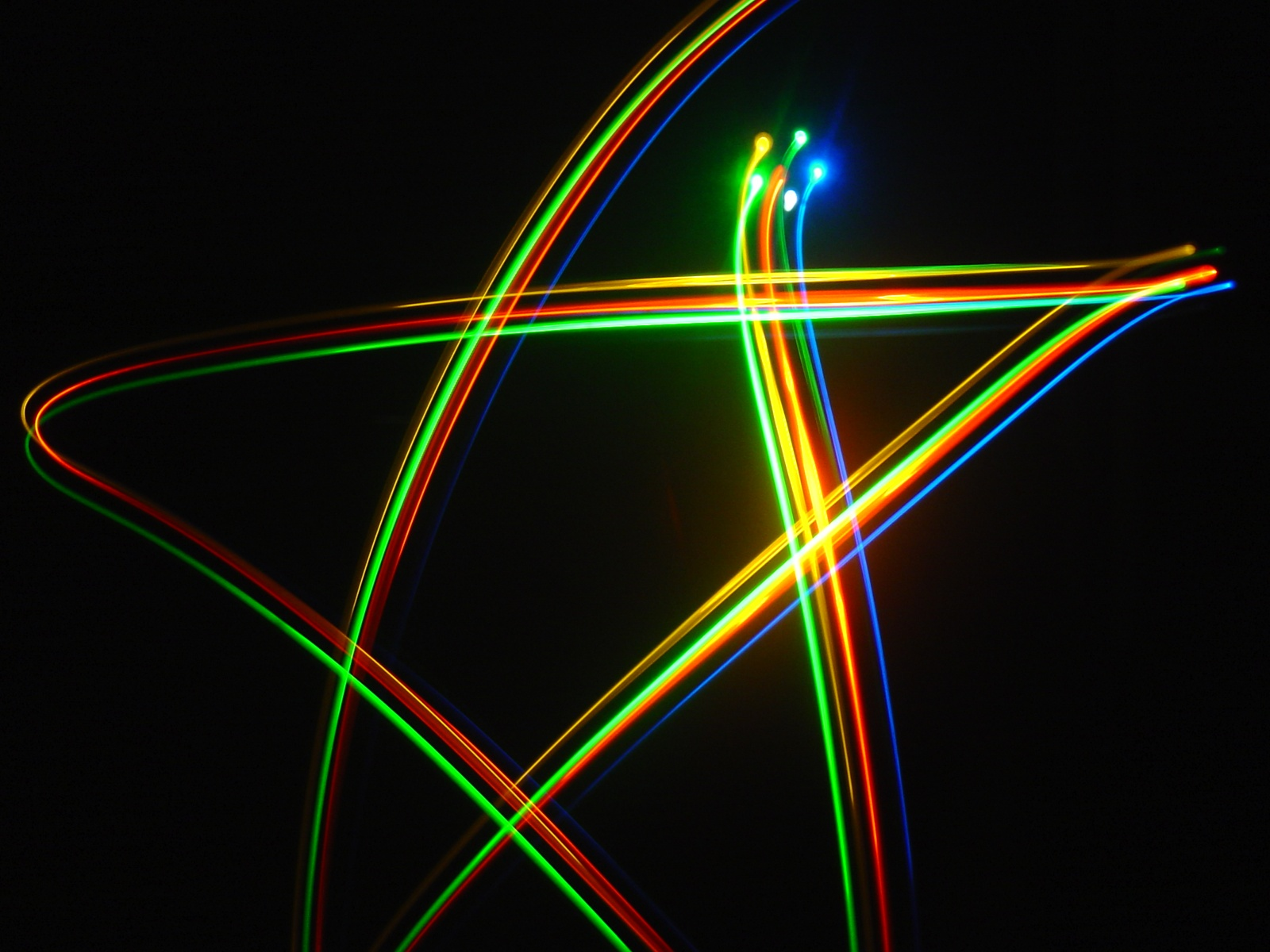
Fisiograma multicolor amb forma de estrella.

Un fisiograma, altrament anomenat luminograma, pintar amb llum o «light painting» en anglès, és una tècnica fotogràfica que consisteix en captar el registre fotogràfic de la trajectòria d'una font lluminosa en moviment. Produïm un fisiograma quan realitzem una fotografia del moviment d'un raig de llum respecte una càmera fixa, o realitzant un moviment de càmera respecte un punt fix de llum.
Qualsevol font de llum és vàlida per a realitzar un fisiograma, però sempre es necessita un temps d'exposició molt llarg i un diafragma molt obert en un ambient de penombra, tot i que aquests valors depenen de la intensitat de la font de llum i de la nitidesa que es vulgui aconseguir en el dibuix resultant.
El resultat d'aquest procediment són fotografies que revelen totes les traces lluminoses que s'han creat a partir de la font d'il·luminació. També podem realitzar un fisiograma de manera intencionada, creant una fusió entre l'art de la fotografia i l'art de la pintura tal com va fer Pablo Picasso, mitjançant la utilització d'un focus de llum com si fos un pinzell, o a través del moviment de la càmera; aquest últim procediment és com dibuixar al revés, és a dir, si movem la càmera cap a l'esquerra i cap dalt el moviment de la llum s'enregistra cap a la dreta i cap avall. Aquesta tècnica s'utilitza tant en l'àmbit científic com en l'artístic.

## Història
Si el fisiograma ha conegut un renaixement amb l'adveniment de l'era digital, la tècnica és en realitat gairebé tan antiga com la fotografia. El primer dibuix amb llum va ser fet per Étienne-Jules Marey el 1882 i que es va tractar de la seva firma feta amb una esfera blanca a la punta d'un bastó negre sobre una pissarra negra mentre la càmera anava captant el traç de cada lletra del seu nom: “Tinc un pal negre acabat per una bola blanca, i el movia tot caminant davant la pantalla, de manera que traçava successivament totes les lletres del meu nom; la meva signatura es trobava separadament escrita sobre la placa fotogràfica” («Je pris un bâton noir terminé par une boule blanche et je l'agitai en marchant devant l'écran noir de manière à tracer successivement toutes les lettres de mon nom» - Arxius del Collège de France, cf. Frizot, Étienne-Jules Marey, Photopoche, 1987). El que el fotògraf francès realitza en aquell moment correspon al corrent que s'anomena lightdrawing (dibuix de llum). Consisteix a utilitzar una exposició llarga i, durant la mateixa, moure una font de llum dirigida cap a l'objectiu. Aquestes línies lluminoses s'enregistraran a poc a poc en la imatge i formaran una paraula o un dibuix seguint el traçat realitzat. És la interpretació més habitual del fisiograma, l'altre corrent del qual consisteix, sempre durant molt de temps d'exposició, a il·luminar amb fonts de llum mòbils un tema submergit en la foscor. Aquesta tècnica reprèn llavors literalment la denominació de fisiograma, ja que consisteix a pintar amb llum, que pot ser acolorida o no, certes zones del subjecte. El fotògraf que més s'ha il·lustrat en aquest camp és Michel Séméniako, els treballs del qual són visibles al seu web.

Al voltant de 1886, Georges Demenÿ i Édouard Quénu es van interessar sobre les recerques i experiments amb la llum i sobre el moviment característic del discapacitats físics conduïdes per Étienne-Jules Marey. Sembla que el creador dels fisiogrames va seguir de prop els seus avanços i que fins i tot va encarregar a Demenÿ que adaptes les possibles velocitats d'obturació per tal de poder dur a terme els projectes a l'interior. Fins llavors, els luminogrames s'havien dut a terme a l'exterior, sobre un fons fosc i un punt blanc que reflectia la llum natural del sol i, al reinventar la tècnica a l'interior, calia reemplaçar els punts blancs per petis punts incandescents que produïssin ells mateixos la llum perquè la càmera pogués seguir captant el moviment a dins d'establiments de tota classe. Gràcies a aquesta recerca conjunta es van poder realitzar experiment en tota regla dins l'hotel Dieu i l'hospital Beaujon de Paris.
L'any 1886 el dispositiu era completament operatiu i l'any 1889 Étienne-Jules Marey va crear un dels seus dibuixos més coneguts: “Marxa patològica cap endavant i enrere”, un estudi sobre el moviment humà sota una discapacitat física.
Aquesta tècnica va ser represa el 1914 per Frank Gilbreth i Lillian Moller Gilbreth. Utilitzant petits llums i l'obturador de la càmera obert al màxim, van captar el moviment de la manufacturació i el dels treballadors clericals. El 1935, el fotògraf Man Ray va utilitzar també els luminogrames en la seva sèrie “Space Writing” (l'escriptura de l'Espai) i va ser el primer en utilitzar la tècnica amb fins purament artístics.  El 2009 la historiadora de fotografia Ellen Carey (1952) descriu el seu descobriment de la signatura de l'artista en aquesta imatge mentre l'examinava.
Entre el 1935 i 1941, la fotògrafa Barbara Morgan el va seguir i va començar el seu treball amb dibuixos lluminosos. El fotomuntatge de 1941 “Pure Energy and Neurotic Man” incorpora dibuix de llum i s'adona del seu objectiu declarat; "que si alguna vegada hauria de fotografiar seriosament, seria... el flux de les coses. Volia llavors, i encara ho faig, expressar la “cosa” com a part del flux total."
El 1949, l'artista Pablo Picasso i el fotògraf i innovador en les tècniques amb llum Gjon Mili van realitzar una sèrie de fotografies del pintor dibuixant en l'aire amb un petit  punter lluminós en una habitació a les fosques. Aquesta sèrie de fotografies va ser coneguda amb el títol de “Dibuixos lluminosos de Picasso” i la més homenatjada de totes elles va ser anomenada “Picasso dibuixa un centaure”.
Peter Keetman (1916-2005), que va estudiar fotografia a Munic de 1935 a 1937, va ser el cofundador de FotoForm el 1949 (juntament amb Otto Steinert, Toni Schneiders et al.), un grup amb gran impacte en la nova fotografia en els anys 50 i 60 a Alemanya i a l'estranger. Va produir una sèrie Schwingungsfigur (figures oscil·lants) de malles lineals complexes, sovint amb efectes moiré, utilitzant una llum de font puntual sobre un pèndol.
Durant els anys 70 i 80, Eric Staller va utilitzar aquesta tecnologia per a nombrosos projectes fotogràfics que es deien "Light Drawings". Les pintures lleugeres fins a 1976 es classifiquen com a dibuixos lleugers.
A la dècada de 1970 i principis de 1980, Steve Mann va inventar, dissenyar, construir i utilitzar diversos ordinadors portàtils per visualitzar fenòmens del món real com les ones de so, les ones de ràdio i els camps de visió mitjançant la pintura de llum usant fotografia computacional.
El 1977, Dean Chamberlain va estendre la tècnica usant llums de mà per il·luminar selectivament i/o parts de color del subjecte o escena amb la seva imatge Polyethylene Bags On Chaise Longue al Rochester Institute of Technology. Dean Chamberlain va ser el primer artista a dedicar tot el seu treball a la pintura lleugera. El fotògraf d'artista Jacques Pugin va fer diverses sèries d'imatges amb la tècnica de dibuix de llum el 1979.

Des de la dècada de 1980, Vicki DaSilva ha estat treballant exclusivament en els fisiogrames i el grafits lluminosos. El 1980, DaSilva va començar a fer treballs de grafit fets expressament amb text, el primer va ser "Cash". Va continuar aquestes tipus de grafit al llarg de la dècada de 1980 i finalment va començar a utilitzar bombetes fluorescents de 10 cm enganxades a sistemes de politges per crear fulles de llum. A principis de la dècada de 2000 va començar a treballar amb llums fluorescents de 8 peus, sostenint la làmpada verticalment i caminant a través d'espais amb ella.
Des de finals de la dècada de 1980, les fotografies de Tokihiro Satō combinen la llum, el temps i l'espai en l'enregistrament dels seus propis moviments en una sèrie que comença amb la seva “respiració fotogràfica” on l'ús d'una càmera de visor esmerilat de 8 x 10 polzades amb un fort filtre de densitat neutra per aconseguir llargues exposicions d'una a tres hores li proporcionen l'oportunitat de moure's a través del paisatge.
El març de 2007, JanLeonardo va encunyar el terme "fotografia de la performance d'art lleuger" (LAPP, en anglès) que emfatitza l'aspecte performatiu que és evident abans en l'obra de Satō, i el va utilitzar per descriure la creació de noves figures i estructures només amb llum. Seguint el significat grec antic de Fotografia (grec «φῶς», “fos”, genitiu: «φωτός», “fotos”, "lum", “brillantor” i «γράφειν», “grafein”, "dibuixar", "esculpir", "creaa", "escriure") és una simbiosi de l'art de la llum i la fotografia. La diferència principal d'altres tècniques amb llum, s'ha afirmat, és el paper del fons a la foto.  Les ubicacions en el paisatge natural o entre edificis, com les ruïnes industrials, són acuradament investigades per a fons distintius per a cada composició i els llums LED sovint s'utilitzen per contrastar la llum freda i càlida per emfatitzar les estructures existents. La col·laboració sol ser necessària en la realització de l'obra, amb una persona creant figures de llum i estructures mentre l'altra opera la càmera. En col·laboració amb Jörg Miedza, JanLeonardo va fundar el projecte LAPP-PRO.de que va continuar desenvolupant la tècnica fins que el 2011, la parella es va dissociar. LAPP ha crescut internacionalment des de la seva creació.

## Tècnica
Des de 1930 que s'utilitzen llums manuals per il·luminar parts especifiques de l'escena o el subjecte i/o tenyir-les de color amb la llum, ta i com va descriure Leslie Walker i Ansel Adams. Per fer una foto de fisiograma, necessites una càmera que compleixi un mínim de requisits, com ara que tingui mode manual o una configuració que et permeti aconseguir temps d'exposició molt llargs, un diafragma obert per poder captar el màxim de llum possible, un trípode per garantir una bona estabilitat de la càmera i una font de llum portàtil com una llanterna o un bastó lluminós que es pot cobrir amb gelatina de colors si es vol i, sobretot, un ambient fosc, ja sigui una habitació tancada o un espai a l'exterior. Perquè la llum proporcionada durant la fotografia aparegui a la imatge, heu de seleccionar els paràmetres d'exposició que garanteixin que la imatge estigui subexposada o disparar a la foscor. Per tant, escollirem una sensibilitat baixa, garantint una bona qualitat d'imatge, un valor d'obertura força baix i un temps d'exposició llarg. Com més llarg sigui el temps, més temps tindreu per “escombrar” l'escena amb la vostra llum. Les posicions B (bulb) i T (“time”), que us permeten gestionar el temps d'exposició, són especialment adequades per a aquest exercici, mentre que l'ús de la funció de temporitzador automàtic o l'activació remota mitjançant un telèfon intel·ligent ofereix més comoditat. Només queda escanejar l'escena amb la llanterna durant l'exposició. Si es vol escriure una paraula a la imatge, s'ha d'escriure com si es veies en un mirall perquè aparegui com escrita cap a la dreta. La tècnica sembla senzilla però sovint requereix diversos intents abans de dominar-la perfectament.

## Cal·ligrafia lluminosa
La cal·ligrafia lluminosa és un subgènere de luminogrames que, a través d'una exposició lluminosa, capta un conjunt de lletres cal·ligràfiques traçades dins del buit per un bastó lluminós (o qualsevol altre font d'il·luminació) sobre un fons en penombra, tal com va fer el pare d'aquesta tècnica. Així, la cal·ligrafia lluminosa juxtaposa el paper i el bolígraf amb la llum i l'aire. El tunisià Karim Jabbari és un dels actuals mestres d'aquest art amb els seus intents d'acostar l'art i la tècnica de la bona cal·ligrafia àrab a les noves generacions.

## Stop Motion
Diferents col·lectius i empreses de desenvolupament han utilitzat la tècnica dels vídeos fotograma a fotograma, o stop motion en anglès. Un “pintor de llum” francès, Frédéric Leroux, ha utilitzat la tècnica de l'Stop Motion, fusionada amb la tècnica dels fisiogrames, per una campanya publicitària d'un centre de dades francès. Una campanya publicitària de Numéricable també va proposar una animació basada en aquest principi.

## Obres realitzades amb aquesta tècnica
- El videoclip Sans dire un mot del cantant francès Emmanuel Moire
- El videoclip Lovers in Japan del grup musical britànic Coldplay
- Le Cimetière des Monstres, un llibre de fotografia artística evocant l'urbex i el patrimoni industrial.
- Fotografies de Michel Séméniako
- Fotografies de Jean Daviot
- Fotografies i pel·lícules del francès Marko 935, En els quals es troba la pel·lícula Paris By light (amb Mehdi Idir)
- Fotografies de Jadikan Lightning Project6
- Fotografies de Jacques Pugin

## Artistes destacats
- Michel Séméniako (1944)
- Jack Delano (1914–1997)
- Andreas Feininger (1906–1999)
- Georges Mathieu (1921–2012)
- Gjon Mili (1904–1984)
- Pablo Picasso (1881–1973)
- Man Ray (1890–1976)
- Eric Staller (1947)
- JanLeonardo (1970)

## Galeria

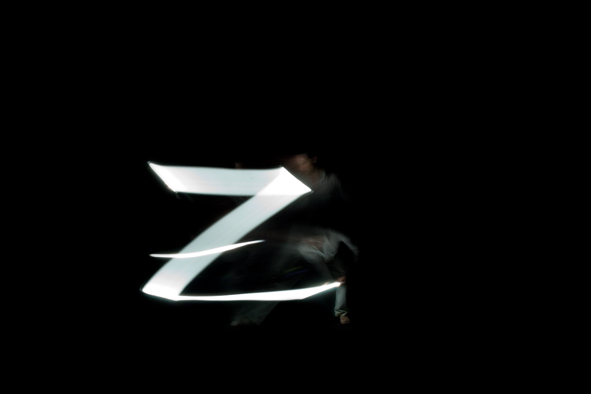
Lletra "z" creada amb la tècnica fisiogràfica.
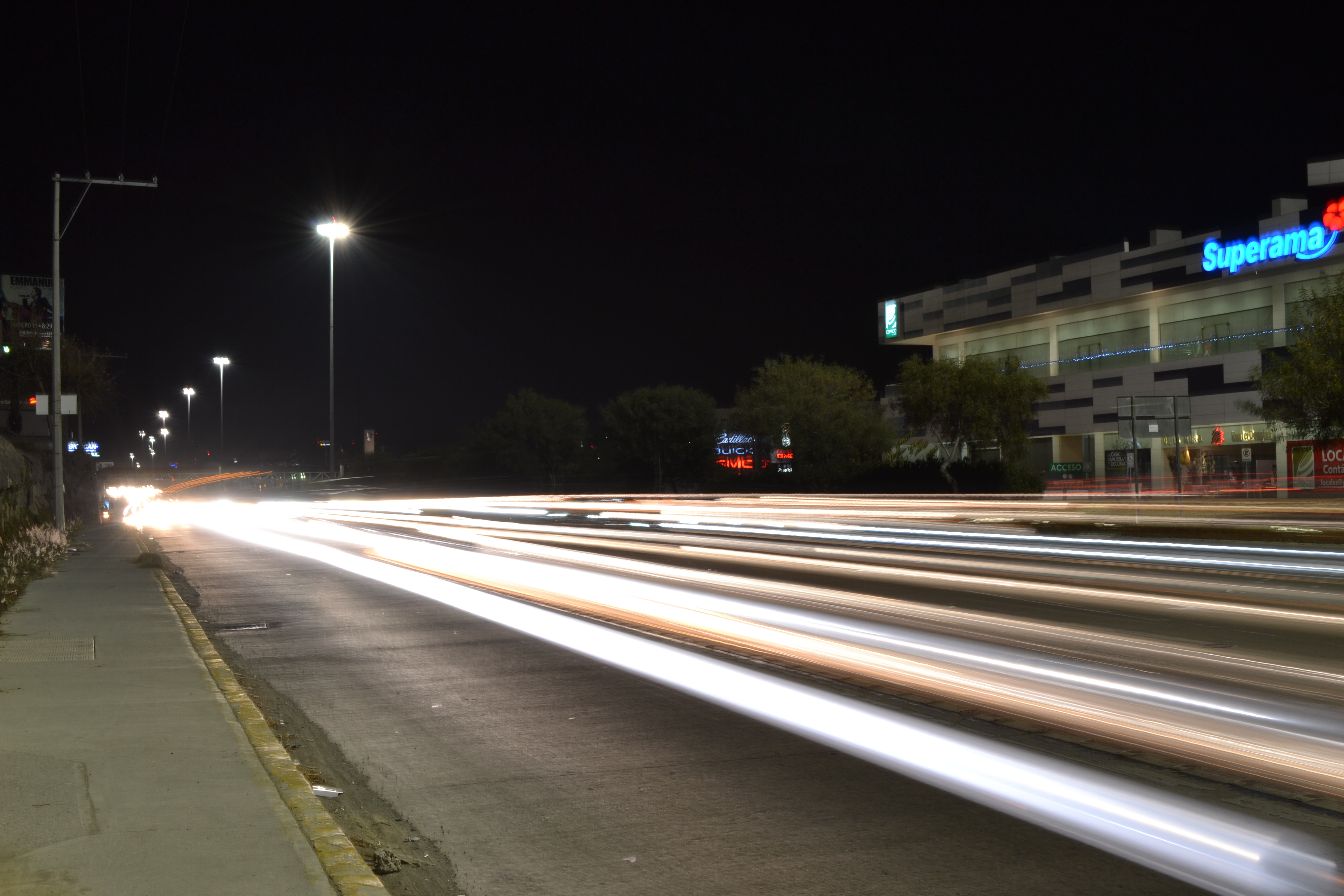
Fisiograma de cotxes al Boulevard Atlixcáyotl a Puebla.
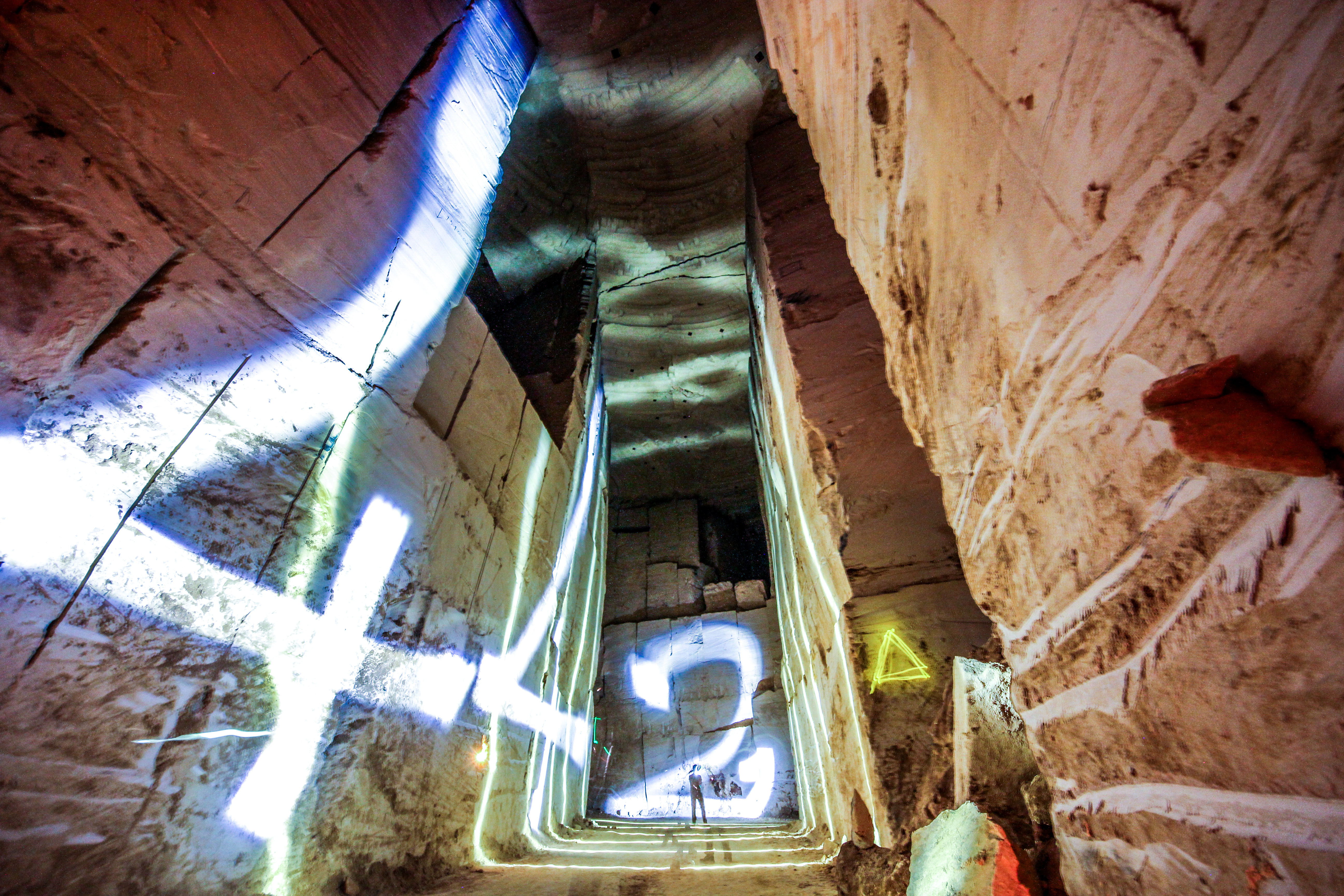
Pintura de llum a una pedrera abandonada de França.
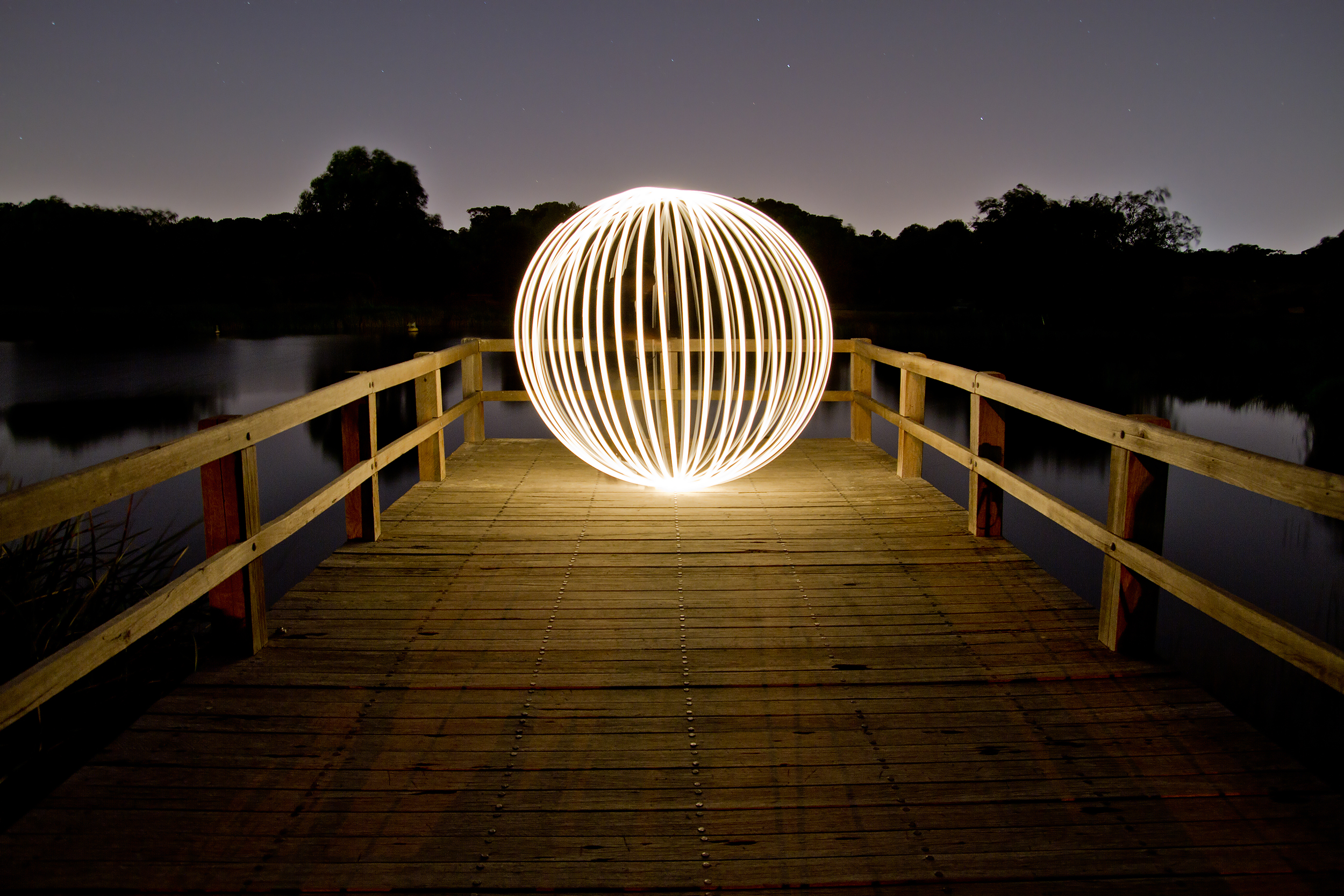
Fisiograma fet a Booyeembara Park, Perth, Austràlia
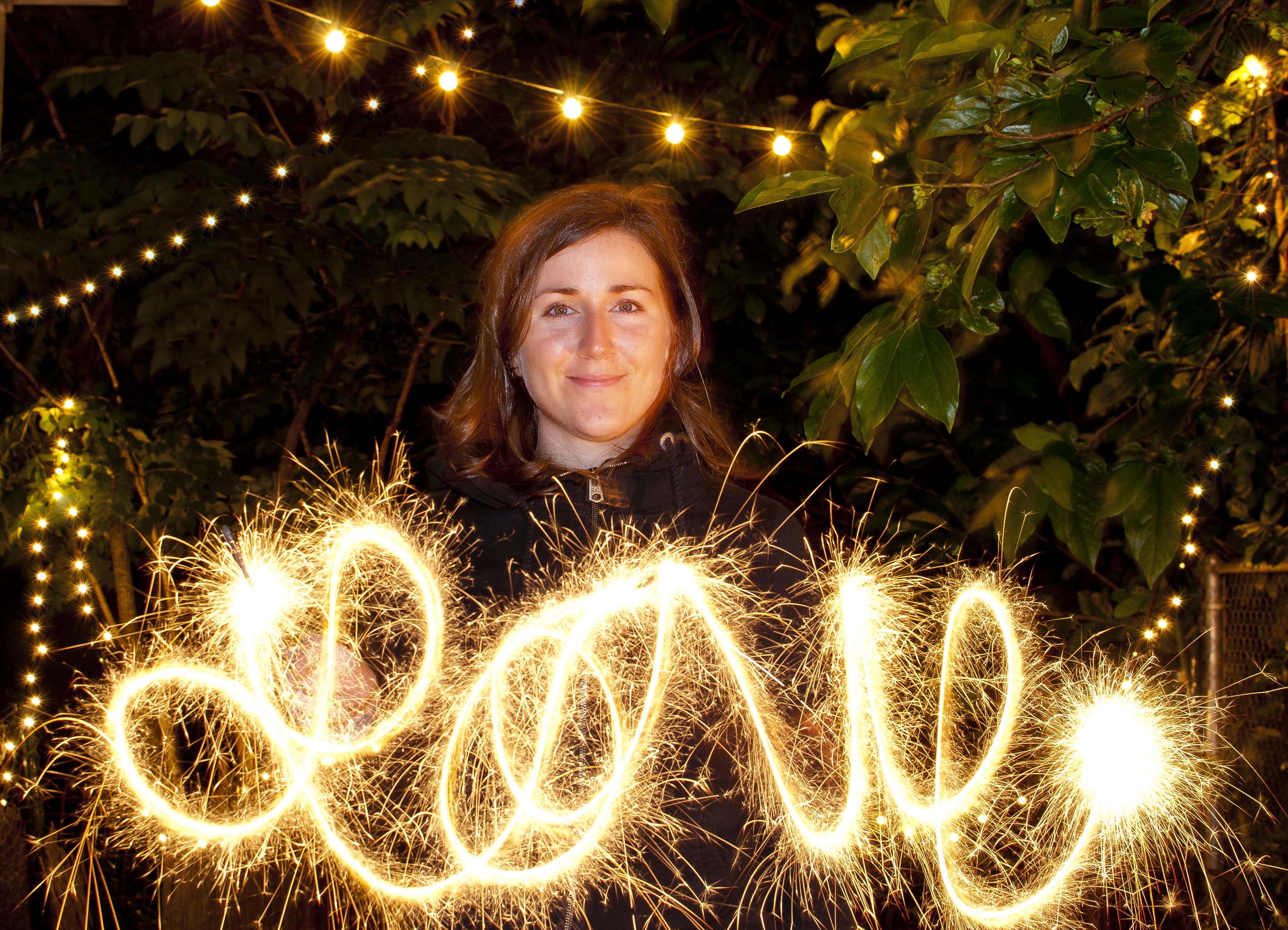
Retrat il·luminat amb light painting amb una bengala
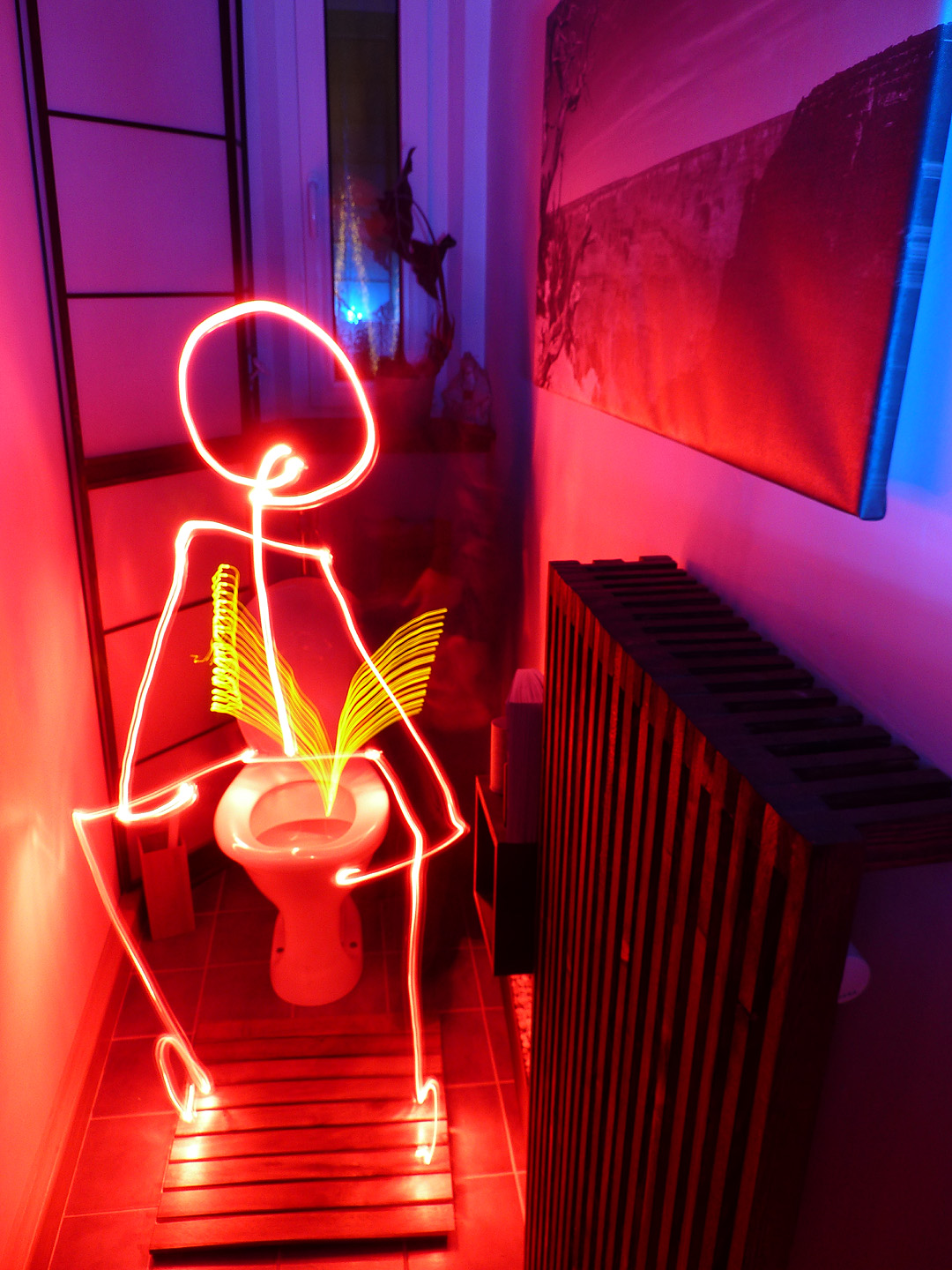
Figura produïda amb light painting.